# Muhamed Ali Egipatski
Muhamed Ali Paša (arapski: محمد علي باش, Muhammad Ali Pasha al-Mas'ud ibn Agha, albanski: Mehmet Ali Pasha, Turski:  Kavalalı Mehmet Ali Paşa) (Kavala, 4. ožujka 1769. –  Aleksandrija, 2. kolovoza 1849.) bio je Albanac koji se uspio do položaja valije, i samoproglasio kedivom Egipta i Sudana u prvoj polovici 19. stoljeća.
Iako nije bio nikakav nacionalist u modernom smislu te riječi, drži ga se osnivačem modernog Egipta, jer je proveo velike reforme u vojsci, privredi i kulturi. Muhamed Ali Paša osnovao je vlastitu dinastiju koja je Egiptom i Sudanom vladala sve do 1952. godine.

## Životopis
Muhamed Ali rođen je u Kavali, u otomanskoj provinciji Makedoniji (u dijelu koji je danas u Grčkoj) u albanskoj obitelji.
Kako su zabilježili mnogi francuski i engleski novinari, ali i brojni ljudi koji su s njim bili u kontaktu, jedini jezik koji je znao tečno govoriti, bio je albanski, i nešto slabije turski.
Njegov otac Ibrahim Aga, bio je trgovac duhanom i dostavljač, dok je njegova majka Zainaba bila kći Husein Age, moćnog otomanskog časnika čorbadžije Kavale. 
Nakon smrti oca, koji je umro kad je Muhamed bio još dijete, podigao ga je njegov ujak Husein Aga uz svoju djecu. Ujak mu je dodijelio čin buljukbaše i privilegij da prikuplja porez u Kavali i okolici. Zbog dobre službe, promaknut je u čin drugog zapovjednika svog rođaka Sarečesme Halil age, i poslan s Dobrovoljačkim odredom iz Kavale u Egipat 1801. godine, koji je nakon Napoleonova odlaska, pao u bezvlašće. Oženio je Ali Aginu kćer, Eminu Nosratli, bogatu udovicu Ali bega Al-Kabira.
Kad je Muhamed Ali stigao u otomanski Egipat, u njemu su se za prevlast, borili su se Mameluci (čija je moć znatno oslabila za Napoleona) i Turci. U to vrijeme bezvlašća Muhamed Ali, koristio se svojim odanim albanskom dobrovoljcima igrajući na obje strane, ali pritom pazivši da se okoristi. Na kraju su lokalni egipatski vjerski vođe (ulema), sami zatražili da se dotadašnji valija, Ahmed Kuršid Paša, smijeni a na njegovo mjesto postavi Muhamed Ali, što se 1805. godine i dogodilo.
Isprva je Muhamed Ali vladao oprezno, nastojeći učvrstiti svoju vlast, s vremenom se htio riješiti Mamaluka, koji su vladali Egiptom dulje od 600 godina i imali još uvijek veliki utjecaj i posrednu vlast. Zbog tog je Ali odlučio pobiti njihove vođe. Pozvao ih je na svečanost u Kairo 1811. godine, povodom ispraćaja njegova sina Tusuna u pohod na Arabiju, one koji su došli zatočio je i ubio. Koliki je bio broj ubijenih, ni danas nije jasno, po jednima je bilo 74, po drugima čak 500 pobijenih mamalučkih vođa. Nakon što im je pobio vođe, poslao je vojnike po cijelom Egiptu da unište sve preostale mamalučke snage.
Muhamed Ali pretvorio je Egipat u regionalnu silu, i nastupio kao prirodni nastavljač onemoćalog Otomanskog carstva čiji je vazalni podanik i nadalje formalno bio, no u stvarnosti provodio je vlastitu politiku.

### Reforma uprave Egipta
Muhamed Ali je želio modernizirati Egipat po uzoru na europske zemlje, isto je želio provesti i otomanski sultan Selim III., ali je zbog velikog otpora u vlastitoj vojsci i vjerskoj ulemi, na kraju svrgnut i ubijen. Ali nije htio ponoviti njegove greške.
Njegov je prvi zadatak bio osigurati stalne državne prihode. Da postigne taj cilj Muhamed Ali nacionalizirao je svu zemlju u Egiptu. Znatno je povećao poreze koje većina stanovništva nije mogla podmirivati pa je kao naknadu konficirao zemlju. U praksi je to značilo uvođenje državnog monopola na svu zemlju i trgovinu u Egiptu.
Nakon sređivanja stanja u poljoprivredi i financijama, usredotočio se na izgradnju i opremanje suvremene vojske. U Kairu je organizirao manufakture za proizvodnju mušketa i topova. Podigao je brodogradilište u Aleksandriji, pri kraju 1830-ih godina Egipat je proizveo devet brodova s po 100 topova i proizvodio 1600 mušketa mjesečno. Ali je također osnovao prve tvornice tekstila u Egiptu.
Najviše ga je zanimala izgradnja suvremene uprave i vojske pa je poslao puno mladih u Europu na studij. Isto tako uveo je puno europskih stručnjaka, koji su mu trebali za podizanje škola i bolnica, i za obuku vojske. Reformirao je upravu u Egiptu, i podijelio ga na deset provincija, za guvernere je postavio vlastite sinove, koji su za svoj rad odgovarali njemu osobno.
Alijeva vlast je 1835. godine, osnovala prvu modernu tiskaru u arapskom svijetu Bulak, koja je tiskala službene novine njegove vlade.

### Vojni pohodi
Prvi vojni pohod poduzeo je na Arapski poluotok, gdje su se pobunili i otrgli od otomanske vlasti članovi plemenskog klana Saud (buduća saudijska dinastija Saud). Taj zadatak mu je povjerio sultan Mahmud II., jer su Saudijci zauzeli muslimanske svete gradove. Na taj zadatak poslao je sina Tusun Pašu 1811. godine, on u prvom pohodu nije uspio, ali je u drugom 1812. godine uspio povratiti Hidžaz. Ni nakon tog pohoda saudijska pobuna nije bila slomljena, oni su nastavili osporavati otomansku vlast u Nedždu. Zato je Ali poslao svog prvog sina Ibrahim Pašu u novi vojni pohod za potpuno slamanje Sauda. Nakon pohoda koji je trajao dvije godine većina članova plemenskog klana Saud je uhićena, a uhićeni vođa klana Abdulah ibn Saud, poslan je u Istanbul, gdje je pogubljen.
Drugi vojni pohod koji je poduzeo Muhamed Ali bio je potpuno nezavisan o Visokoj Porti, to je bio pohod na Sudan 1820. godine. Tamo je poslao vojsku od 5000 vojnika, koji su trebali proširiti njegovu vlast što dalje na jug do Ugande i Etiopije, taj pohod vodio je njegov treći sin Ismail. Pohod protiv slabo naoružanih plemena, bio je uspješan. Ali je uspostavio svoju upravu po Sudanu, koja je ostala zapamćena po velikoj brutalnosti prema lokalnom stanovništvu.
Treći Alijev pohod bio je na Europu, u Moreju (Peloponez) gdje je buknuo ustanak protiv otomanske vlasti (Grčki rat za nezavisnost) koju sultan Mahmud II. nije mogao ugušiti. Zato je postavio Muhameda Aliju za valiju Moreje i Kandije (Kreta) 1824. godine. Na taj pohod Ali je poslao svog sina prokušanog ratnika Ibrahim Pašu. On je krenuo za Moreju 4. srpnja 1824. godine sa 17.000 ljudi, ali je u Moreju stigao tek nakon nekoliko mjeseci plovidbe, i brojnih poteškoća 26. veljače 1825. godine Ibrahim je ostao u Moreji tri godine, sve do kapitulacije 1. listopada 1828. godine na koju ga je natjerala intervencija europskih sila.
Kao nadoknadu za taj gubitak Ali je od Porte zatražio Siriju, no na taj njegov zahtjev Porta se oglušila pa je Ali 1831. godine poslao sina Ibrahim Pašu da silom zauzme Siriju. On je to i uspio, nakon zauzeća Akre 27. svibnja 1832. godine, zauzeo je i Damask. Zatim je navalio na Malu Aziju i natjerao velikog vezira Rešid Mehmet Pašu na povlačenje u Bitci kod Konije 21. studenoga 1832. godine.
Mahmud II. i Porta osjetili su se dovoljno osnaženi te su 1838. godine, poslali svoju vojsku na Siriju da je vrate pod svoju vlast. Nju je Ibrahim je uspio pobijediti u Bitci kod Neziba 24. srpnja 1839. godine. Na to su uskočile Velika Britanija i Austrijsko Carstvo i intervenirale nastojavši očuvati integritet Otomanskog carstva. Njihovi brodovi blokirali su deltu Nila i onemogućili Ibrahimu komunikaciju s Egiptom, a opća pobuna po cijeloj Arabiji, izolirala ga je u Siriji pa je konačno bio prisiljen napustiti Siriju u veljači 1841. godine.
Prije tog su europske sile zatražile od Alija da se odrekne pretenzija na Kretu i Hidžaz, smanji flotu, i ograniči broj svojih vojnika na 18.000, ali mu je obećano da će on i njegovi nasljednici i nadalje moći vladati Egiptom i Sudanom kao kedivi.

### Posljednje godine života
Nakon gubitka Sirije i vrlo nepovoljnog Ugovora iz Balta Limana kojeg je Otomansko carstvo bilo prisiljeno potpisati pod pritiskom europskih sila 1838. godine. I Egipat je kao dio carstva bio primoran sniziti uvozne carine i odreći se državnog monopola, zbog čeg su ozbiljno smanjeni državni prihodi. Nakon svih tih nedaća Muhamed Ali počeo je ozbiljno poboljevati. Naročito ga je izdavao um,  slabo je pamtio i bio je sklon paranoji. Bili su to prvi znaci senilnosti, ali možda i posljedica dugog uzimanja srebrnog nitrata zbog liječenja od dizenterije.
Teško ga je pogođala i bolest sina Ibrahima, koji se sve manje mogao kretati zbog kronične reume i uznapredovale tuberkuloze. Na kraju je toliko posenilio i onemoćao da više nije mogao vladati, te je morao tražio Portu da postavi njegova bolesnog sina Ibrahima za valiju, on je kao regent vladao uz živog oca, od srpnja do 10. studenoga 1848. godine. Ibrahima je naslijedio njegov nećak Abas Hilmi sin njegova brata Tusuna.
Muhamed Ali, umro je 2. kolovoza 1849. godine, u svojoj palači Ras el-Tin u Aleksandriji, pokopan je u džamiji Muhamed Ali (alabasterska džamija) koju je osobno izgradio u središtu Kaira.

### Muhamed ili Mehmed
Arapski i egipatski izvori ga navode uvijek kao Muhameda, a turski i albanski kao Mehmeda ili Mehmeta, ta razlika postoji samo u transliteraciji na europska pisma, no u arapskom pismu ne postoji, ono se piše:  محمد .

## Medalje
- Orden Augustova lika Otomanskog carstva
- Orden Slave, 1. reda Otomanskog carstva
- Orden Velikog križa (Legija časti) Francuske

## Povezane stranice
- Povijest Egipta pod dinastijom Muhameda Alija
- Dinastija Muhamed Ali

## Vanjske poveznice
- Muhammad Ali Al-Pasha Mosque Islamic Architecture review (IAORG) (engl.)
- Al Ahram special on Muhammad Ali  Arhivirana inačica izvorne stranice od 19. rujna 2006. (Wayback Machine) (engl.)